# Gulbröstad jery
Gulbröstad jery (Neomixis tenella) är en fågel i familjen cistikolor inom ordningen tättingar.

## Utseende och läte
Gulbröstad jery är en liten och aktiv sångarliknande fågel med vass näbb. Den uppvisar alltid grått i nacken och vanligen lätt streckning på strupen. Jämfört med grönjery är den större och mer bjärt i färgerna, medan den är mindre än strimmig jery, med ljusa ben. Sången består av en gnisslig och studsande serie med ljusa toner.

## Utbredning och systematik
Gulbröstad jery är endemisk för Madagaskar. Den delas in i fyra underarter med följande utbredning:
- Neomixis tenella tenella – förekommer på savann i norra Madagaskar
- Neomixis tenella decaryi – förekommer på savann i västra Madagaskar
- Neomixis tenella orientalis – förekommer i regnskogar i centrala och södra Madagaskar
- Neomixis tenella debilis – förekommer i torra ökenområden på Madagaskar

### Familjetillhörighet
Cistikolorna behandlades tidigare som en del av den stora familjen sångare (Sylviidae). Genetiska studier har dock visat att sångarna inte är varandras närmaste släktingar. Istället är de en del av en klad som även omfattar timalior, lärkor, bulbyler, stjärtmesar och svalor. Idag delas därför Sylviidae upp i ett antal familjer, däribland Cisticolidae. 

## Levnadssätt
Gulbröstad jery hittas i alla typer av miljöer med någon form av trädartad växtlighet, som skog, buskmarker, savann, plantage och även i byar. Den ansluter ofta till artblandnade flockar.

## Status
Arten har ett stort utbredningsområde och beståndet anses stabilt. Internationella naturvårdsunionen IUCN listar den därför som livskraftig (LC).